# Массімо Луонго
Массімо Луонго (англ. Massimo Luongo, нар. 25 вересня 1992, Сідней) — австралійський футболіст, півзахисник клубу «Квінз Парк Рейнджерс» та національної збірної Австралії.

## Клубна кар'єра
Народився 25 вересня 1992 року в місті Сідней. Вихованець юнацької команди «Лейхгардт Тайгерс». У 19 років центральний півзахисник оборонного плану потрапив на перегляд в англійський «Тоттенгем Готспур», вразив лондонців та отримав свій перший професійний контракт. 
Проте зіграти бодай один матч за «шпор» Массімо не зміг і змушений був грати в оренді. Спочатку австралієць провів дев'ять матчів за «Іпсвіч Таун» в Чемпіоншипі у першій половині сезону 2012–13, а у березні 2013 року на правах оренди перейшов в «Свіндон Таун» з Першої англійської ліги, допомігши команді зайняти 6 місце і вийти в плей-оф, де команда програла «Брентфорду» і не змогла підвищитись в класі. 2 липня 2013 року «Свіндон» продовжив оренду футболіста ще на один сезон, а вже 31 серпня за 400 тис. фунтів повністю викупив контракт австралійця, підписавши з ним контракт на 3 роки. Відтоді встиг відіграти за команду з Свіндона 76 матчів в національному чемпіонаті.

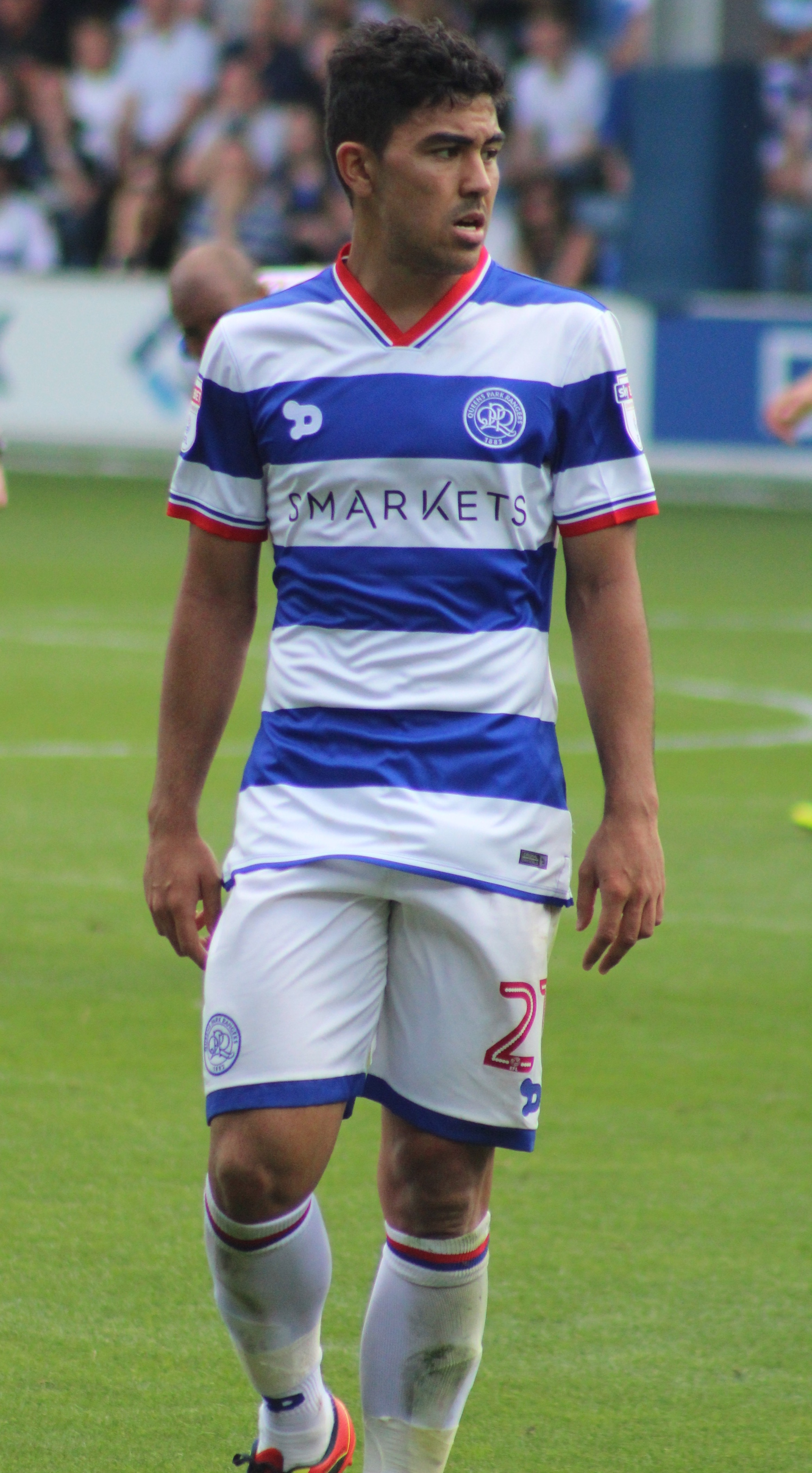
Массімо Луонго під час виступів за КПР. 2016 рік.

28 травня 2015 року Луонго приєднався до «Квінз Парк Рейнджерс», разом з ним пішов його товариш по «Свіндону» Бен Гледвін, обидва підписали трирічні контракти за неназвану суму (повідомляється, що близько 3,5 млн фунтів стерлінгів). Головний тренер КПР Кріс Ремзі працював з Луонго в академії «Тоттенгема». Луонго дебютував у першому матчі Чемпіоншіпа 8 серпня, відігравши всі 90 хвилин матчу проти «Чарльтон Атлетік», його команда програла з рахунком 2:0. Луонго зіграв 30 матчів ліги у своєму першому сезоні (32 у всіх турнірах). Завдяки своїй грі він несподівано потрапив у розширений список кандидатів на Золотий м'яч ФІФА 2015 року. 18 березня 2017 року він забив свій перший гол за КПР в матчі з «Ротерем Юнайтед», суперник був розгромлений з рахунком 5:1. Станом на 10 червня 2017 року відіграв за лондонську команду 104 матчі в національному чемпіонаті.

## Виступи за збірні
2011 року залучався до складу молодіжної збірної Австралії. На молодіжному рівні зіграв у 2 офіційних матчах.
5 березня 2014 року дебютував в офіційних матчах у складі національної збірної Австралії в товариській грі проти збірної Еквадору. Влітку того ж року потрапив у заявку збірної на чемпіонат світу 2014 року в Бразилії, але на полі так і не з'явився. 
На початку наступного року взяв участь в тріумфальному для збірної Австралії домашньому Кубку Азії 2015 року. Його товариш по «Свіндон Таун» Ясер Касім, також був викликаний у свою збірну, Іраку. Таким чином, «Свіндону» протягом місяця довелося виступати у Першому дивізіоні без двох центральних півзахисників. Луонго забив гол у ворота Кувейту у матчі-відкритті турніру, крім того, він віддав гольову передачу на Тіма Кегілла, який забив перший гол Австралії в матчі, гра завершилася з рахунком 4:1. Після гри Луонго був визнаний гравцем матчу. У другому матчі групи проти Оману він віддав результативну передачу на Роббі Круза, що забив другий гол Австралії, яка в кінцевому підсумку здобула перемогу з рахунком 4:0. Луонго грав і у фіналі проти Південної Кореї. Він забив перший гол, зробивши внесок у перемогу з рахунком 2:1. В підсумку Массімо був визнаний найціннішим гравцем турніру, він забив два голи і віддав чотири гольові передачі.
Згодом у складі збірної був учасником Кубка конфедерацій 2017 року та чемпіонату світу 2018 року, що обидва проходили у Росії.
Наразі провів у формі головної команди країни 1 матч.
| Дата       | Місто          | Господарі          | Результат  | Гості             | Турнір                        | Голи | Примітки |
| ---------- | -------------- | ------------------ | ---------- | ----------------- | ----------------------------- | ---- | -------- |
| 4-9-2014   | Льєж           | Бельгія            | 2 – 0      | Австралія         | товариський матч              | -    | 60'      |
| 8-9-2014   | Лондон         | Саудівська Аравія  | 2 – 3      | Австралія         | товариський матч              | -    | 78'      |
| 10-10-2014 | Абу-Дабі       | ОАЕ                | 0 – 0      | Австралія         | товариський матч              | -    | 61'      |
| 18-11-2014 | Осака          | Японія             | 2 – 1      | Австралія         | товариський матч              | -    | 63'      |
| 9-1-2015   | Мельбурн       | Австралія          | 4 – 1      | Кувейт            | Кубок Азії 2015 - 1-й етап    | 1    | 84'      |
| 13-1-2015  | Сідней         | Оман               | 0 – 4      | Австралія         | Кубок Азії 2015 - 1-й етап    | -    | 51'      |
| 17-1-2015  | Брисбен        | Австралія          | 0 – 1      | Південна Корея    | Кубок Азії 2015 - 1-й етап    | -    |          |
| 22-1-2015  | Брисбен        | КНР                | 0 – 2      | Австралія         | Кубок Азії 2015 - чвертьфінал | -    |          |
| 27-1-2015  | Ньюкасл        | Австралія          | 2 – 0      | ОАЕ               | Кубок Азії 2015 - півфінал    | -    |          |
| 31-1-2015  | Сідней         | Південна Корея     | 1 – 2 д.ч. | Австралія         | Кубок Азії 2015 - Фінал       | 1    |          |
| 30-3-2015  | Скоп'є         | Північна Македонія | 0 – 0      | Австралія         | товариський матч              | -    |          |
| 3-9-2015   | Перт           | Австралія          | 5 – 0      | Бангладеш         | Відбір до ЧС 2018             | -    |          |
| 8-9-2015   | Душанбе        | Таджикистан        | 0 – 3      | Австралія         | Відбір до ЧС 2018             | -    |          |
| 8-10-2015  | Амман          | Йорданія           | 2 – 0      | Австралія         | Відбір до ЧС 2018             | -    |          |
| 12-11-2015 | Канберра       | Австралія          | 3 – 0      | Киргизстан        | Відбір до ЧС 2018             | -    |          |
| 17-11-2015 | Дакка          | Бангладеш          | 0 – 4      | Австралія         | Відбір до ЧС 2018             | -    | 47'      |
| 24-3-2016  | Аделаїда       | Австралія          | 7 – 0      | Таджикистан       | Відбір до ЧС 2018             | 1    | 68'      |
| 29-3-2016  | Сідней         | Австралія          | 5 – 1      | Йорданія          | Відбір до ЧС 2018             | 1    | 64'      |
| 27-5-2016  | Сандерленд     | Англія             | 2 – 1      | Австралія         | товариський матч              | -    | 58'      |
| 1-9-2016   | Перт           | Австралія          | 2 – 0      | Ірак              | Відбір до ЧС 2018             | 1    | 78'      |
| 6-9-2016   | Абу-Дабі       | ОАЕ                | 0 – 1      | Австралія         | Відбір до ЧС 2018             | -    | 64'      |
| 6-10-2016  | Ер-Ріяд        | Саудівська Аравія  | 2 – 2      | Австралія         | Відбір до ЧС 2018             | -    | 61'      |
| 11-10-2016 | Мельбурн       | Австралія          | 1 – 1      | Японія            | Відбір до ЧС 2018             | -    | 45'      |
| 23-3-2017  | Багдад         | Ірак               | 1 – 1      | Австралія         | Відбір до ЧС 2018             | -    |          |
| 13-6-2017  | Мельбурн       | Австралія          | 0 – 4      | Бразилія          | товариський матч              | -    | 78'      |
| 8-6-2017   | Аделаїда       | Австралія          | 3 – 2      | Саудівська Аравія | Відбір до ЧС 2018             | -    | 85'      |
| 19-6-2017  | Сочі           | Австралія          | 2 – 3      | Німеччина         | Кубок Конфедерацій            | -    | 46'      |
| 25-6-2017  | Москва         | Чилі               | 1 – 1      | Австралія         | Кубок Конфедерацій            | -    | 21'      |
| 31-8-2017  | Сайтама        | Японія             | 2 – 0      | Австралія         | Відбір до ЧС 2018             | -    |          |
| 5-10-2017  | Малакка        | Сирія              | 1 – 1      | Австралія         | Відбір до ЧС 2018             | -    | 69'      |
| 10-11-2017 | Сан-Педро-Сула | Гондурас           | 0 – 0      | Австралія         | Відбір до ЧС 2018             | -    | 87'      |
| 23-3-2018  | Осло           | Норвегія           | 4 – 1      | Австралія         | товариський матч              | -    | 61'      |
| 27-3-2018  | Лондон         | Колумбія           | 0 – 0      | Австралія         | товариський матч              | -    | 90+2'    |
| 1-6-2018   | Санкт-Пельтен  | Австралія          | 4 – 0      | Чехія             | товариський матч              | -    |          |
| 9-6-2018   | Будапешт       | Угорщина           | 1 – 2      | Австралія         | товариський матч              | -    | 46'      |
| Усього     |                | Матчів             | 35         |                   | Голів                         | 5    |          |

## Титули і досягнення
- Володар Кубка Азії: 2015